# Gluringen
Gluringen is een plaats en voormalige gemeente in het Zwitserse kanton Wallis, en maakt sinds 1 oktober 2004 deel uit van de gemeente Reckingen-Gluringen in het district Goms.
- Gemeinsame Normdatei: 4496104-2
- Historisch woordenboek van Zwitserland: 002690